# باشگاه فوتبال ساگامیهارا
باشگاه فوتبال ساگامیهارا ژاپنی: SC相模原 باشگاه فوتبالی در شهر استان کاناگاوا، ژاپن است که در جی‌لیگ ۲ بازی می‌کند. این باشگاه در سال ۲۰۰۸ میلادی پایه‌گذاری شده است.